# Pequeña Orquesta Reincidentes
Pequeña Orquesta Reincidentes fue una banda argentina de música. Su estilo es una síntesis de música y poesía de las grandes ciudades portuarias del Río de la Plata y el Litoral. 

## Historia
Comenzaron con sus primeras juntadas en 1989. Santiago Pedroncini, Juan Pablo Fernández y Fernando Marcer, en la casa de este último, uniendo ideas para el proyecto e inmediatamente se les unió el primo de Juan Pablo, Guillermo Pesoa, que vivía en Rosario, e iba y venía, hasta que se asentó en Buenos Aires. Primeramente, al no sentirse ninguno líder, se fueron cambiando los roles de cantantes y las letras también eran de diferentes integrantes. Junto a una batería electrónica se gestaron las primeras canciones. 
Debutaron en vivo en julio de 1991, en un bar concert de la calle Pasaje Bollini llamado Q White. Allí empezó el derrotero por las noches porteñas por todo lugar que les abriera las puertas. En 1992 se les unió como baterista Martín Ontiveros, que venía de Triciclosclos. Grabaron un demo y luego se quedan sin baterista ya que Ontiveros se va del grupo. En 1993 ya se empieza a dar forma a la base de la banda definitivamente con la entrada en los parches de Alejo Vintrob. Empieza a salir tímidamente alguna que otra reseña sobre la banda que hasta ese momento eran algo así como los Bad Seeds (de Nick Cave) aporteñados totalmente con sus trajes y corbatas, saliéndose del común del rock de la década rocanrolera de los 90.  
En 1994 llegan a su primera grabación, un casete grabado por Ricky Sáenz Paz en su estudio, llamado "Tarde" con seis poderosísimas interpretaciones hasta con un himno de la banda como "Noche de espinas". En 1995 graban un videoclip del tema "El hombre de las manos gastadas" y Pesoa-Pedroncini comienzan su romance con la música para documentales y películas que los van a acompañar hasta el día de hoy cada cual por su parte. 
Un año después graban en vivo en el Centro Cultural Ricardo Rojas (lugar que los tenía asiduamente) un registro emocionante ya que Fernando Marcer se iba a ir de la banda y querían dejar registro de su sonido en concierto...Marcer al final no se va y la banda,  con nuevo disco, "Nuestros años felices" sigue creciendo dentro del underground hasta llegar en noviembre a telonear a los mismísimos Bad Seeds en el Teatro Opera.  
En 1997 se agrega en la percusión un integrante de la banda Romana Patrulla, Coco Laje, que estaría hasta fin de año para luego partir a EE. UU. Durante ese año graban demos para un próximo disco que saldrá en 1998, "Que sois ahora?". Este fue el último registro con el bajista Marcer que a comienzos de 1999 se iría definitivamente. En mayo de este año entra en el bajo-contrabajo un excompañero de Laje en Romana Patrulla, Rodrigo Guerra (Muhammad Habibi Guerra) y allí la banda, luego de darse cuenta de que una banda española de punk venía muy seguido a la Argentina con su mismo nombre, cambian a Pequeña Orquesta y su viraje es acompañado en lo musical también. 
Acá es donde se empiezan a internar en los sonidos balcánicos, más a lo porteño rioplatense y comienza el agregado de instrumentos no convencionales para una banda de rock. Paralelamente iban a integrar una efímera agrupación acústica a la vieja usanza de las bandas andariegas de algunas zonas europeas. Se animan a grabar "Raros peinados nuevos" de Charly García para un disco tributo. 
Llega el nuevo siglo y graban el disco que les dará el reconocimiento como banda única e irrepetible "Pequeña Orquesta Reincidentes" con toda esa música metida en una coctelera y ahondando aún más en la poesía como nunca. Empiezan ciclos musicales en sitios como El Club del Vino y viajan a otros lados como Montevideo. Le hacen de soporte a Marc Ribot y Yo la Tengo. Graban un EP con seis canciones (tres nuevas y tres viejas con este nuevo sonido), "Mi suerte", y a mitad de año festejan sus 10 años con un épico recital en La Trastienda juntando en el escenario a sus excompañeros de ruta. 
En 2002 les llega la oportunidad de viajar a Europa y hacen una pequeña gira por España, Francia y Suecia. 2003 los va a encontrar grabando quizás su álbum más festejado, "Miguita de pan", 16 canciones que van del sonido a lo Bregovic más salvaje hasta una canción de cuna japonesa. Mientras, se afianzan ya con un público fiel y agrandando sus seguidores más allá del boca a boca. Un año después se les ofrece hacer de cero (ya habían participado antes en el film "Vida en Falcón" pero con temas ya grabados) en una película uruguaya llamada "Whisky". También graban algunos temas para un compilado de la Alianza francesa. 
En 2005 y sin parar de tocar, graban "Traje" un disco más intimista y con canciones de menos duración que sería como un canto de cisne, aunque aún no se sabía. Alguna reminiscencia a sus viejas épocas pero igualmente poderoso y poético como la totalidad de su obra. Viajan a Europa otra vez, llegan hasta Irlanda y uno de sus integrantes se anima a grabar un disco solista, es Vintrob (que firma así su proyecto) con su disco "Vino", que con canciones despojadas de percusión haciéndose cargo de una guitarra acústica y con acompañamientos de algunos de sus compañeros de banda logra una grabación llena de emotividad.  
Llega 2007 y la oportunidad de grabar con un legendario John Cale que venía a grabar una película al sur del país "La salamandra"; se juntan y sale una versión increíblemente retorcida de "Naranjo en flor". Siguen tocando por todos lados y se encierran a grabar un par de covers... estos más un tema nuevo llamado "Puede ser", la banda de sonido de "Whisky" y algunas rarezas acumuladas forman parte de su último disco, "Capricho", un compilado de toda su carrera llena de colores y sonidos. 

En diciembre, en el Centro Cultural Recoleta, hacen su última presentación. Luego, en 2008 y después de cinco meses de silencio, anuncian su separación mediante un correo a sus seguidores. Cada cual formaría bandas por doquier y así las semillas reincidentes se esparcirían hasta nuestros días por varios flancos. 

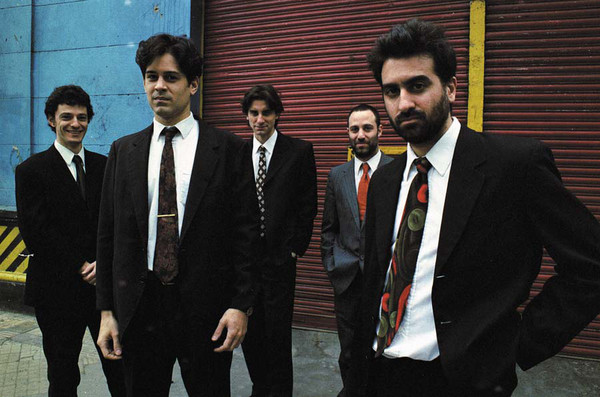
Alineación clásica: Pedroncini, Guerra, Pesoa, Vintrob, Fernández.

El 19 de noviembre de 2019 realizaron un show reunión en el Salón Pueyrredón de Buenos Aires, a beneficio del excontrabajista Rodrigo Guerra y su familia, en el que tocaron nueve temas.

## Estilo musical
Sus canciones demuestran referencias a la cultura inmigrante europea que pobló las ciudades rioplatenses. Estas marcas heterogéneas de música que trajo el Atlántico se combinan con un profundo romanticismo lírico. Combinaron ritmos de folklore del este de Europa, tonadas francesas, tango, vals, jazz, tintes gitanos, folk, rock con tintes oscuros y sombríos (al estilo Nick Cave), todo esto encarnado en variadas y poco convencionales combinaciones de instrumentos.

## Discografía
- Tarde, 1994
- Nuestros años felices, 1996
- ¿Qué sois ahora?, 1998
- Pequeña Orquesta Reincidentes, 2000

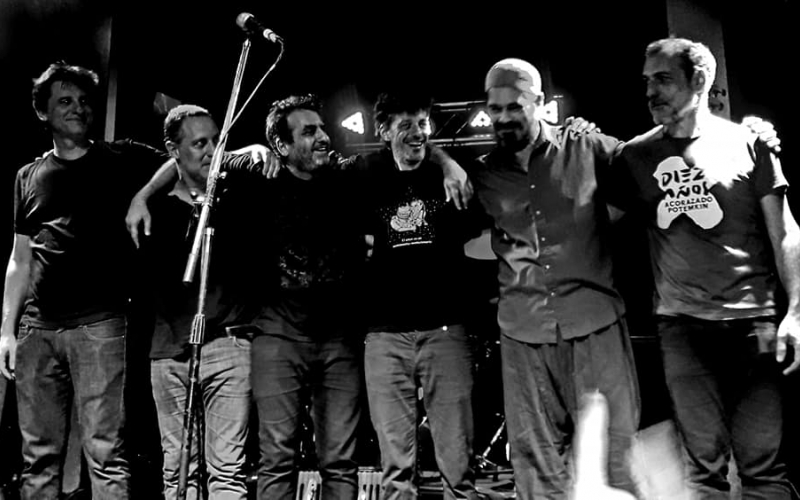
Reunión 2019.

- Mi suerte, 2001
- Miguita de pan, 2003
- Traje, 2005
- Reunión 2019.Capricho, 2007